# Yurok (Sprache)
Yurok (Karok: „flussabwärts“, Eigenbezeichnung: saa'agoch) ist die Sprache des gleichnamigen Stammes, welche heute (2008) von nicht mehr als 10 Sprechern als Muttersprache gesprochen wird. Damit gehört die Sprache zu den bedrohten Sprachen.

## Klassifikation
Das Yurok wird mit dem in den 1960er Jahren ausgestorbenen Wiyot zur Ritwan-Sprachfamilie zusammengefasst. Diese zusammen mit den Algonkin-Sprachen bilden wiederum die Algische Sprachfamilie. Während die Klassifikation der algischen Sprachen gemeinhin anerkannt wird, ist die Postulierung der Ritwan-Sprachfamilie umstritten.

## Geografische Verteilung
Die Sprache wurde ursprünglich im gesamten Stammesgebiet der Yurok gesprochen, welches sich im Nordwesten des US-amerikanischen Bundesstaates Kalifornien befand und von der Mündung des Trinity Rivers entlang des Klamath River bis zu dessen Mündung in den Pazifischen Ozean erstreckte. Die wenigen noch verbliebenen Sprecher leben heute im Gebiet um die Stadt Klamath an der Mündung des gleichnamigen Flusses.

## Phonetik und Phonologie

### Konsonanten
|                       |               | bilabial | alveolar | retroflex | postalveolar oder palatal | velar | velar | Glottal |
| Ungerundet            | gerundet      | bilabial | alveolar | retroflex | postalveolar oder palatal |       |       | Glottal |
| --------------------- | ------------- | -------- | -------- | --------- | ------------------------- | ----- | ----- | ------- |
| Plosiv bzw. Affrikate | normal        | p        | t        |           | tʃ                        | k     | kʷ    | ʔ       |
| Plosiv bzw. Affrikate | Glottalisiert | pʼ       | tʼ       |           | tʃʼ                       | kʼ    | kʼʷ   |         |
| frikativ              | normal        |          |          | ʂ         | ʃ                         | x     |       | h       |
| frikativ              | lateral       |          | ɬ        |           |                           |       |       |         |
| nasal                 | normal        | m        | n        |           |                           |       |       |         |
| nasal                 | glottalisiert | ʼm       | ʼn       |           |                           |       |       |         |
| Approximant           | normal        |          | l        | ɻ         | j                         | ɰ     | w     |         |
| Approximant           | glottalisiert |          | ʼl       | ʼɻ        | ʼj                        | ʼɰ    | ʼw    |         |

Das Yurok unterscheidet nicht zwischen stimmhaften und stimmlosen Konsonanten. Bedeutungsentscheidend kann jedoch sein, ob ein Konsonant glottalisiert ist oder nicht. Bei der Aussprache der glottalisierten Approximanten /ʼl ʼɻ ʼj ʼɰ ʼw/ schlagen die Stimmbänder leicht gegeneinander, es entsteht ein „knarzendes“ Geräusch. Glottalisierte Plosive werden phonetisch meist als Ejektive realisiert.

### Vokale
|             | vorne | zentral | hinten |
| ----------- | ----- | ------- | ------ |
| geschlossen | i iː  |         | u uː   |
| mittel      | e     | ɚ ɚː    | o oː   |
| offen       |       | a aː    |        |

Das r kann sowohl als Vokal (IPA: ɚ(ː)), als auch als Konsonant (ɻ) vorkommen.
Die nicht-geschlossenen Vokale unterliegen einer fakultativen Vokalharmonie.

### Schrift
Das Yurok verfügt über keine eigenentwickelte Schriftform. In der gegenwärtigen linguistischen Forschung wird eine Transkription mit lateinischen Buchstaben verwendet, wobei
- /ɬ/ als <hl>,
- /x/ als <g>,
- /ɚ/ und /ɻ/ als <r>,
- gelängte Vokale doppelt (zum Beispiel /e:/ als <ee>, /ɚː/ als <rr> usw.)
- /t͡ʃ/ als <c> oder <ch>
- Glottalisierungen als Apostroph <'>

geschrieben werden. Die übrigen Buchstaben entsprechen in ihren phonologischen Realisierungen dem europäischen Standard.

Anmerkung: Ein Zeichen in Schrägstriche (/x/) eingebettet symbolisiert ein Phonem, spitz geklammerte Zeichen (<y>) entsprechen Graphemen. Im Weiteren wird die konventionalisierte Transkription nach obigem Muster verwendet.

### Phonologische Besonderheiten
Im Yurok kann es optional bei bestimmten Vokalen zu Vokalharmonie kommen. Bei Verben beispielsweise wird dabei der Vokal bestimmter Flexionsendung zu einem rhotischen Schwa: Die Endung -ek' markiert dabei 1. Person Singular (siehe auch unipersonale Verbflexion, unten). Angehängt an einen Verbstamm, der einen rhotischen Vokal enthält, wird dieser zu -rk':
- mrmryrw- (‚gut aussehen‘ ) + -ek' (‚1sg‘) → mrmryrwrk' (‚Ich sehe gut aus‘)

## Morphologie
Das Yurok verfügt über eine sehr reichhaltige Verbflexionsmorphologie, während andere Wortarten kaum flektiert werden.

### Nomen
Nomina im Yurok werden für gewöhnlich nicht flektiert, weder nach Kasus noch nach Numerus. Nur eine sehr kleine Anzahl an Nomen hat separate Pluralformen, welche aber von den Sprechern selbst nur äußerst selten verwendet werden. Ob es sich demnach bei einem Nomen um die Plural- oder Singularform handelt, muss der Hörer aus dem Kontext oder anhand der Verbflexion erschließen.
Nomen, anders als Pronomen, können darüber hinaus mit einem pronominalen Klitikum spezifiziert werden. Diese Klitika haben die Funktion von Possessoren. Es gibt vier Personen, wobei die vierte Person die Bedeutung „irgendeines“ hat und nur mit bestimmten, so genannten „inalienablen“ Nomen verwendet werden kann. Zu diesen Nomen gehören Verwandtschaftsbezeichner wie „Ehemann“, „Großeltern“, „Sohn“ aber auch ausgewählte Körperteile wie „Auge“ oder „Arm“, interessanterweise aber nicht cheek, dem Yurok-Wort für „Gesicht“. Bei diesen inalienablen Nomen sind die Klitika obligatorisch, bei allen Anderen, der alienablen Klasse von Nomen, sind die Klitika fakultativ.
| Person | Klitikum | Beispiel | Übersetzung         |
| ------ | -------- | -------- | ------------------- |
| 1.     | 'ne-     | 'netepo  | Mein/Unser Baum     |
|        |          | 'nelin   | Mein/Unser Auge     |
| 2.     | k'e-     | k'etepo  | Dein/Euer Baum      |
|        |          | k'elin   | Dein/Euer Auge      |
| 3.     | 'we-/'u- | 'wetepo  | Sein/Ihr Baum       |
|        |          | 'welin   | Sein/Ihr Auge       |
| 4.     | me-      | melin    | Irgendjemandes Auge |

Die beiden Formen für 3. Person sind komplementär verteilt. Beginnt das Nomen mit einem labialen oder velaren Konsonanten (also k, k', kw, k'w, m, p, p', w, oder 'w), wird  'u- verwendet, in allen anderen Fällen  'we-.
Bisher strittig ist der Status der Klitika, während einige Autoren diese als Präfixe analysieren, behandeln sie andere Autoren als echte Klitika. Letzteres unterstützt die Tatsache, dass diese auch an Verben angehängt werden können. Ein Argument für die Affix-Hypothese ist, dass seine Präsenz am Verb erheblichen Einfluss auf die Flexion des Verbes hat.

### Pronomen
Personalpronomen im Yurok kennzeichnen Person und Numerus ihres Referenten.
| Person | Singular               | Plural             |
| ------ | ---------------------- | ------------------ |
| 1.     | nek                    | nekah              |
| 2.     | ke'l                   | kelew              |
| 3.     | yo', wo', yo'ot, wo'ot | yo'hlkoh, wo'hlkow |

Diese Pronomen, wie alle nominalen Wortarten, werden im Yurok nicht kasusmarkiert, das heißt die Subjektformen und die Objektformen sind stets identisch. Mit einer Ausnahme: Wenn das Objekt in der ersten oder zweiten Person Singular steht, und das Subjekt dritte Person Singular oder Plural ist, dann wird statt nek die Form nekac bzw. statt ke'l die Form kelac verwendet.

### Verben
Im Gegensatz zu den anderen Wortarten, zeigen Verben im Yurok reichhaltige Flexionsformen. Die Verben werden dabei nicht nach Tempus oder Aspekt flektiert. Neben der Möglichkeit, Verben unflektiert zu belassen, unterscheidet man zwei Flexionsarten, die unipersonale und die bipersonale.
Bei der unipersonalen Flexionsart flektieren die Verben nur nach dem Subjekt, bei der bipersonalen nach Subjekt und (direktem) Objekt. Zu beachten ist dabei, dass die Flexionsart nicht an die Valenz des Verbes gebunden ist, das heißt (di-)transitive Verben können ebenso unipersonal flektiert werden wie bipersonal. Intransitive Verben flektieren dagegen stets unipersonal.
Ferner unterscheidet man im Yurok drei Hauptflexionsklassen, von denen sich eine in weitere Unterklassen gliedern lässt. Daneben gibt es eine Reihe unregelmäßig flektierter Verben.

#### Verbklassen
Die drei Hauptflexionsklassen der Yurok’schen Verbflexion werden entsprechend den sie kennzeichnenden Themenvokale, e-, a- und o-Klasse genannt. Die a-Klasse besteht aus fünf Verbstämmen und bildet die kleinste regelmäßige Klasse von Verben.
Die o-Klasse-Verben unterteilen sich in zwei Unterklassen, wobei die eine Klasse als o-Klasse, die andere als oo-Klasse bezeichnet wird. Die oo-Klasse-Verben ihrerseits unterteilen sich in drei weitere Klassen, die bei Juliett Blevins (2005) entsprechend häufig in ihnen anzufindenden semantischen und morphosyntaktischen Eigenschaften Transitive (Trns), Locative (Loc) und Others (Oth) genannt werden. Robins (1958) unterteilt die beiden O-Klassen in Typ 1 (o-Klasse) und Typ 2 (oo-Klasse), ohne bei letzterer weiter zu differenzieren.

#### Unipersonale Flexion
| Flexionsklasse | 1. Sgl | 2. Sgl | 3. Sgl    | 1. Pl | 2. Pl | 3. Pl |
| -------------- | ------ | ------ | --------- | ----- | ----- | ----- |
| a              | -ak'   | -a:'m  | -a'       | -ah   | -a'w  | -ahl  |
| e              | -ek'   | -e'm   | -'        | -oh   | -u'   | -ehl  |
| o              | -ok'   | -o'm   | -'        | -oh   | -o'w  | -ohl  |
| Trns           | -ok'   | -oo'm  | -o'm      | -oh   | -o'w  | -ohl  |
| Loc            | -ok'   | -oo'm  | -okw',o'l | -oh   | -o'w  | -ohl  |
| Oth            | -ok'   | -oo'm  | -o'       | -oh   | -o'w  | -ohl  |

Die 3. Person Singular-Formen der e- und Typ 1-o-Klasse-Verben bestehen lediglich aus einem Merkmal glottalisiert und werden folgendermaßen realisiert: Endet der Verbstamm auf einem Verschlusslaut oder einer Affrikate, wird dieser als Ejektiv realisiert. Alle anderen stammfinalen Konsonanten werden mit einem vorgelagerten glottalen Plosiv realisiert, bei Vokalen wird die Glottalisierung als glottaler Plosiv nach dem Vokal realisiert. Bereits im Lexikon präglottalisierte Laute in dieser Position bleiben unverändert.

#### Passiv
Die Passivformen im Yurok unterscheiden nur noch zwischen e- und o-Klasse-Verben. Die 5 a-Klasse-Verbstämme werden ausschließlich intransitiv verwendet und können daher nicht passiviert werden. Die folgende Tabelle fasst die Flexionsmarker der Passivformen zusammen. Das V steht dabei für den Themenvokal, der bei e-Klasse-Verben e, bei o-Klasse-Verben entsprechend o ist.
| Person/Numerus | Passivmarker |
| -------------- | ------------ |
| 1.Sgl          | -V-yek'      |
| 2.Sgl          | -V-ye'm      |
| 3.Sgl          | -i'          |
| 1.Pl           | -V-yoh       |
| 2.Pl           | -V-yu'       |
| 3.Pl           | -V-yehl      |

### Bipersonale Flexion
In der bipersonalen Flexion wird das Verb sowohl nach Subjekt als auch nach (direktem) Objekt flektiert. Die Möglichkeit der bipersonalen Flexion besteht nur bei Verben der e- und o-Klasse. Verben der a-Klasse kommen nur unipersonal vor. Ferner besteht bei der bipersonalen Flexionsart keine Unterscheidung mehr zwischen den beiden Typen der o-Klasse.
Folgende Tabelle fasst die Flexionsendungen zusammen. Wie in den obigen Tabellen steht das V hier für einen thematischen Vokal, der Verbklassenabhängig /e/ (Verben der e-Klasse) oder /o/ (beiden o-Klassen) ist. Steht das Objekt in der 2. Person, wird der /e/-Themenvokal der e-Klasseverben durch ein /i/ ersetzt.
| Subjekt | 1sg    | 2sg      | 3sg      | 1pl    | 2pl      | 3pl      |
| Objekt  |        |          |          |        |          |          |
| ------- | ------ | -------- | -------- | ------ | -------- | -------- |
| 1.Sgl   |        | V-pa’    | V-pe’n   |        | V-pa’    | V-aahl   |
| 2.Sgl   | V-cek’ |          | 2sg.pass | V-coh  |          | 2sg.pass |
| 3.Sgl   | V-sek’ | V-se’m   | 3sg.uni  | V-soh  | V-se’m   | 3pl.uni  |
| 1.Pl    |        | 1pl.pass | 1pl.pass |        | 1pl.pass | 1pl.pass |
| 2.Pl    | V-c’o’ |          | 2pl.pass | V-c’o’ |          | 2pl.pass |
| 3.Pl    | V-s’o’ | 2sg.uni  | 3sg.uni  | V-s’o’ | 2pl.uni  | 3pl.uni  |

Leere Zellen des Paradigmas werden im gesprochenen Yurok durch Formen mit Reflexivmarkern ersetzt. Mit X.uni gekennzeichnete Zellen drücken die jeweilige Proposition mit einer Form des unipersonalen Paradigmas aus. Eine Besonderheit stellen die in der Tabelle mit X.pass gekennzeichneten Zellen dar. In diesen wird statt einer transparenten Endung eine Form verwendet, welche mit den entsprechenden Passivformen homophon ist. Solche Phänomene werden in der deskriptiven Literatur oft als Inverssysteme analysiert.

### Weitere morphologische Eigenschaften der Verbflexion
Verben im Yurok können in bestimmten syntaktischen Kontexten durch ein pronominales Affix erweitert werden, welches an den linken Rand (also den Anfang) des Verbes angehängt wird. Dieses kongruiert für gewöhnlich mit dem Subjekt, kann aber in einigen Subjekt/Objekt-Konstellationen auch mit dem Objekt kongruieren. Eine solche Affigierung hat nebenbei Einfluss auf die Flexionsendungen des Verbes.
Im unipersonalen Paradigma werden, wenn das Subjekt im Singular steht, alle Flexionsendungen homonym mit der Endung der ersten Person. Die Kongruenz des Verbes mit dem Subjekt wird in diesen Fällen also nur am pronominalen Präfix angezeigt. Dies trifft nicht zu, wenn das Subjekt im Plural steht.
Im bipersonalen Paradigma, wenn das Subjekt im Singular und das Objekt nicht in der ersten Person steht, werden auch hier die Flexionsendungen homonym mit den entsprechenden 1sg-Subjekt-Formen. Die Form für die zweite Person Singular Subjekt, dritte Person Singular Objekt wird dann beispielsweise zu k’e-(Stamm)-Vsek’ statt des zu erwartenden *k’e-(Stamm)-Vse’m. Diese Verschiebung ist auch in den Formen zu beobachten, wo in der nicht-pronominalisierten Form statt einer transparenten Endung eine passivierte Endung an das Verb angehängt wird. So wird aus der nicht-pronominalisierten Form (Stamm)-Vye’m eines Verbes, dessen Subjekt in der 3. Person Singular und Objekt in der 2. Person Singular steht, in der pronominalisierten Form zu ’ne-(Stamm)-Vcek’, entsprechend der 1sg:2sg Form. Auch hier tritt der Effekt nicht auf, wenn das Subjekt im Plural steht oder das Objekt in der ersten Person.
In den letzten Jahren ist diese Eigenschaft der Sprache vermehrt Gegenstand der morphologischen Forschung geworden, da sie eine Herausforderung an viele bestehende Modelle über Flexion und Inverssysteme stellt.
Umstritten ist, ob es sich bei den Pronomen, die an das Verb angehängt werden, um dieselben Klitika handelt, die auch an Nomen angehängt werden um Possession anzuzeigen oder um eigenständige Affixe handelt.

### Prä-Verbale Partikeln
Tempus, Aspekt und eine Reihe anderer Eigenschaften (zum Beispiel Negation, sowie auch das, was in anderen Sprachen als Adpositionen realisiert wird) werden im Yurok durch prä-verbale Partikeln gekennzeichnet, also kurze Wörter, die im Satz vor dem Hauptverb stehen. Robins (1958, 96 ff.) listet 49 Basispartikeln, welche sich in bestimmten Gruppen aneinanderreihen und kombinieren lassen. Die unten stehende Tabelle zeigt einige Beispiele für prä-verbale Partikeln:
| Partikel | Bedeutung                     | Beispiel                    | Übersetzung                  |
| -------- | ----------------------------- | --------------------------- | ---------------------------- |
| ho       | Präteritum                    | nek nehkasemi ho kweget     | Ich besuchte sie dreimal.    |
| kiti     | Futur                         | kiti ta'anoy'hl             | Es wird heiß werden          |
| kito     | Intension, Verlangen          | kito ckeyek'                | Ich möchte gern schlafen.    |
| nimi     | Negation                      | nimi tenoo pa'ah            | Da ist nicht viel Wasser.    |
| ni       | Lokativ                       | wish ni 'o'l                | Er ist hier.                 |
| niki     | Konsequenz                    | niki 'welo'omah             | Dann sind sie weggerannt.    |
| co       | (u. a.) höfliche Aufforderung | co hloykoo'm k'esaa'agocek' | Versuche, Yurok zu sprechen! |

Viele dieser Partikeln haben unterschiedliche Bedeutungen in Abhängigkeit vom semantischen oder syntaktischen Kontext. So ist die Bedeutung von co „höfliche Aufforderung“ wenn das Verb im Indikativ steht oder unflektiert ist, ansonsten hebt es einen zeitlichen Aspekt verhor. Folgt es auf die Fragepartikel kus, verliert es seine eigene Bedeutung.

## Syntax
Yurok ist prinzipiell eine SVO-Sprache, welche aber auch relativ freie Wortstellungsmuster erlaubt. Robins (1958) führt dazu einige Generalisierungen an, wobei es zu manchen davon Ausnahmen gibt:
- Die Stellung von nominalem Subjekt und Verb kann variieren, zum Beispiel helome'y ku pegrk oder ku pegrk helome'y, „Der Mann tanzt“
- Pronominale Subjekte gehen dem Verb stets voran, zum Beispiel Nek halomeyek., „Ich tanze“,
- können aber auch weggelassen werden (Pro-Drop-Sprache), zum Beispiel Tmoolok'., „Ich schieße“.
- Objekte folgen dem Verb: ku pegrk no?p'e'n mewihl, „Der Mann jagte den Elch“ (wörtl. „-te Mann er.jagt Elch“).
- In jedem Falle geht das Subjekt dem Objekt voran.

### Interrogativsätze
Im Yurok werden prinzipiell zwei Arten von Fragesätzen unterschieden: Entscheidungsfragen, auf die für gewöhnlich mit Ja und Nein geantwortet wird, und Ergänzungsfragen, welche in der deutschen Übersetzung für gewöhnlich mit einem Fragepronomen (wer, wie, warum, wessen usw.) eingeleitet werden. Entscheidungsfragesätze werden im Yurok durch die Partikel hes markiert, alle anderen Fragesätze durch die Partikel kus.  Durch Kombination mit anderen Partikeln (siehe oben) kann das Erfragte konkretisiert werden. So ergibt kus vor der Lokativpartikel ni sinngemäß das Fragewort „wohin“. Für gewöhnlich stehen diese Fragepartikeln am Anfang eines Satzes.